# 바닥놀이
바닥놀이는 바닥에 그림을 그려놓고 하는 놀이이다. 어린이들이 많이 다니는 학교나 놀이터 같은 곳에 그려놓기도 하며, 바닥놀이 그림을 그리는 프로젝트도 진행되었다.

## 특징
이름이 바닥놀이인 만큼 아무 바닥과 그림을 그릴 수 있는 분필이나 막대기 등만 있으면 할 수 있으며, 규칙 또한 대부분 간단하다.

## 목록

지렁이놀이의 형태를 간소화한 모습.

- 팔자놀이: 를 그려놓고, 술래가 나머지를 잡는다. 이 때, 술래는 8자의 끊어진 방향()으로 넘어갈 수 없다.
- 사방치기
- 고누
- 지렁이놀이
  - U자의 길과 그 옆에 술래가 서 있을 동그라미를 만든다. 목표는 U자를 돌아 왕복하는 것으로, 이 때 술래는 그것을 손으로 방해해야 한다. 술래는 동그라미 안에서만 있을 수 있다. 술래에게 잡힌 경우 탈락되거나 제자리에서 다시 시작한다.